# G.E.M.
Gloria Tang Tsz-kei (kinesiska: förenklat 邓紫棋, traditionellt 鄧紫棋, pinyin Dèng Zǐqí), mer känd som G.E.M., född 16 augusti 1991 i Shanghai, är en hongkongsk sångerska.

## Karriär
G.E.M. föddes i Shanghai i Kina med flyttade till Hongkong när hon var fyra år. Hennes artistnamn G.E.M. står för "Get Everybody Moving". Hon slog igenom år 2008 och släppte då sin självbetitlade debut-EP G.E.M. År 2009 kom hennes debut-studioalbum 18.... Hon har sedan dess släppt ytterligare två studioalbum, My Secret år 2010 och Xposed år 2012.
Hon har haft flera hitlåtar under sin karriär. Bland dem finns "All About U" från 2009 vars tillhörande musikvideo hade över 6 miljoner visningar på Youtube i mars 2013.

## Diskografi

### Album
- 2009 - 18...
- 2010 - My Secret
- 2012 - Xposed

### EP-skivor
- 2008 - G.E.M.